# 骨盤臓器脱
骨盤臓器脱（こつばんぞうきだつ、英: Pelvic Organ Prolapse）は、骨盤の中にある子宮、膀胱、直腸などの臓器が膣の中に落ち込み、膣壁と一緒に体外に脱出してしまう病気。症状によって子宮脱、膀胱瘤、直腸瘤などと呼ばれる。

## 原因
- 老化、特に老化のために骨盤底筋という筋肉が弛緩するため
- 出産、特に多産や難産、巨大児出産
- 肥満
- 喘息などの慢性的な咳
- 便秘で排便の際に力む行為

骨盤内の臓器を支える筋肉、筋膜、靭帯などが更年期や出産などで緩んで、臓器を支えられなくなる事による。

## 主な症状
- 尿失禁
- 排尿難
- 下腹部の違和感
- 歩行難・歩行不能

## 治療法
- ペッサリー療法
- 外科手術 - 臓器を本来の位置に戻すもの。従来は骨盤内の筋肉などを利用していたが、近年では人工的なメッシュで保持する場合が多い。Tension-Free Vaginal Mesh（TVM）手術が多くの症例で行われる。[1]

## 予防法
骨盤底筋などを鍛える事である程度の予防は可能と考えられている。トイレに行くたびに骨盤底筋を締めるトレーニングを行なう。また性交や自慰をするときに膣を締めることも効果があるとの報告がある。
便秘・肥満は発症素因となるため、避ける必要がある。